# Nicolaus Hudtwalcker

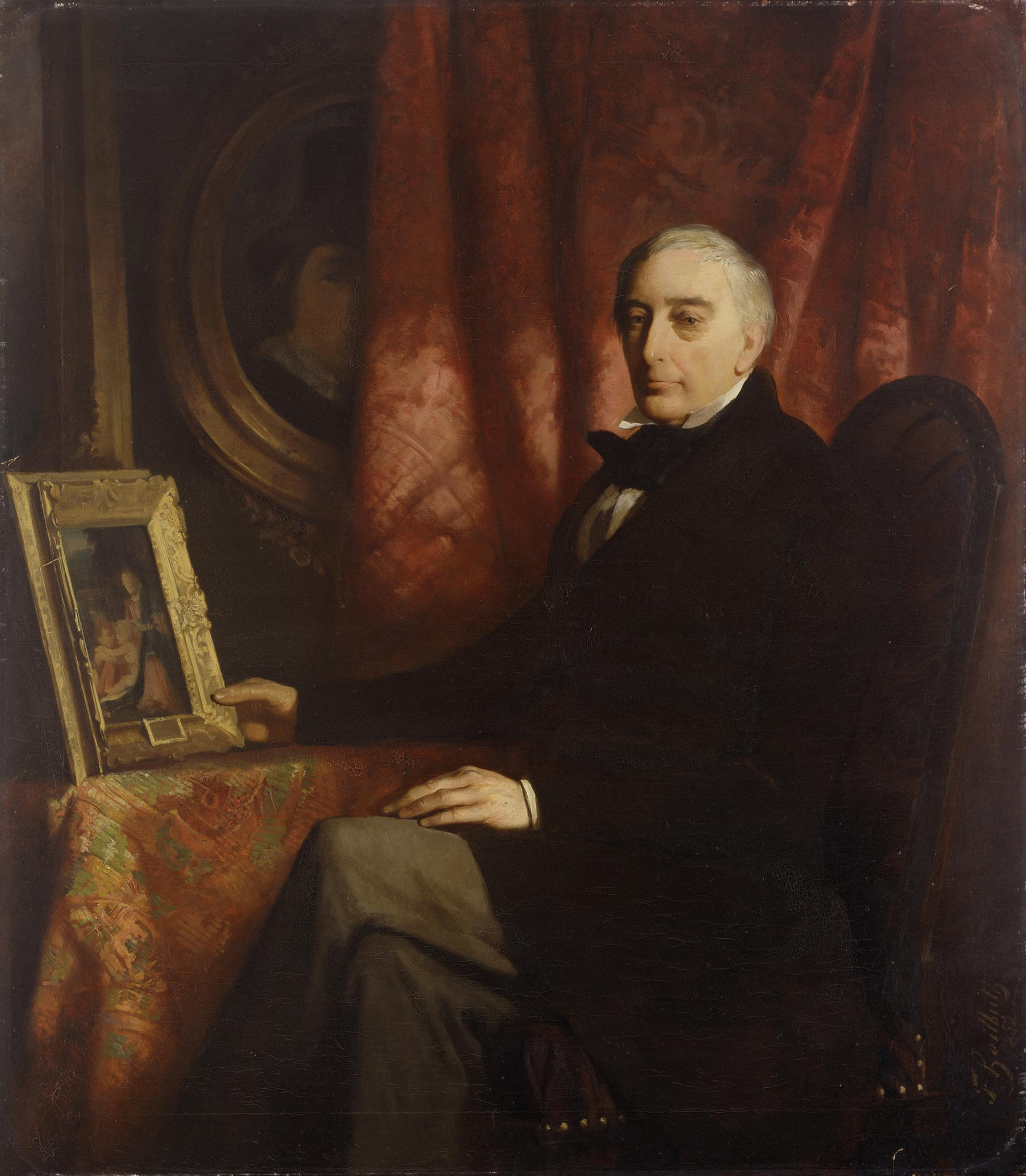
Nicolaus Hudtwalcker, 1852, Porträt von Ferdinand Heilbuth, Öl auf Leinwand, Hamburger Kunsthalle

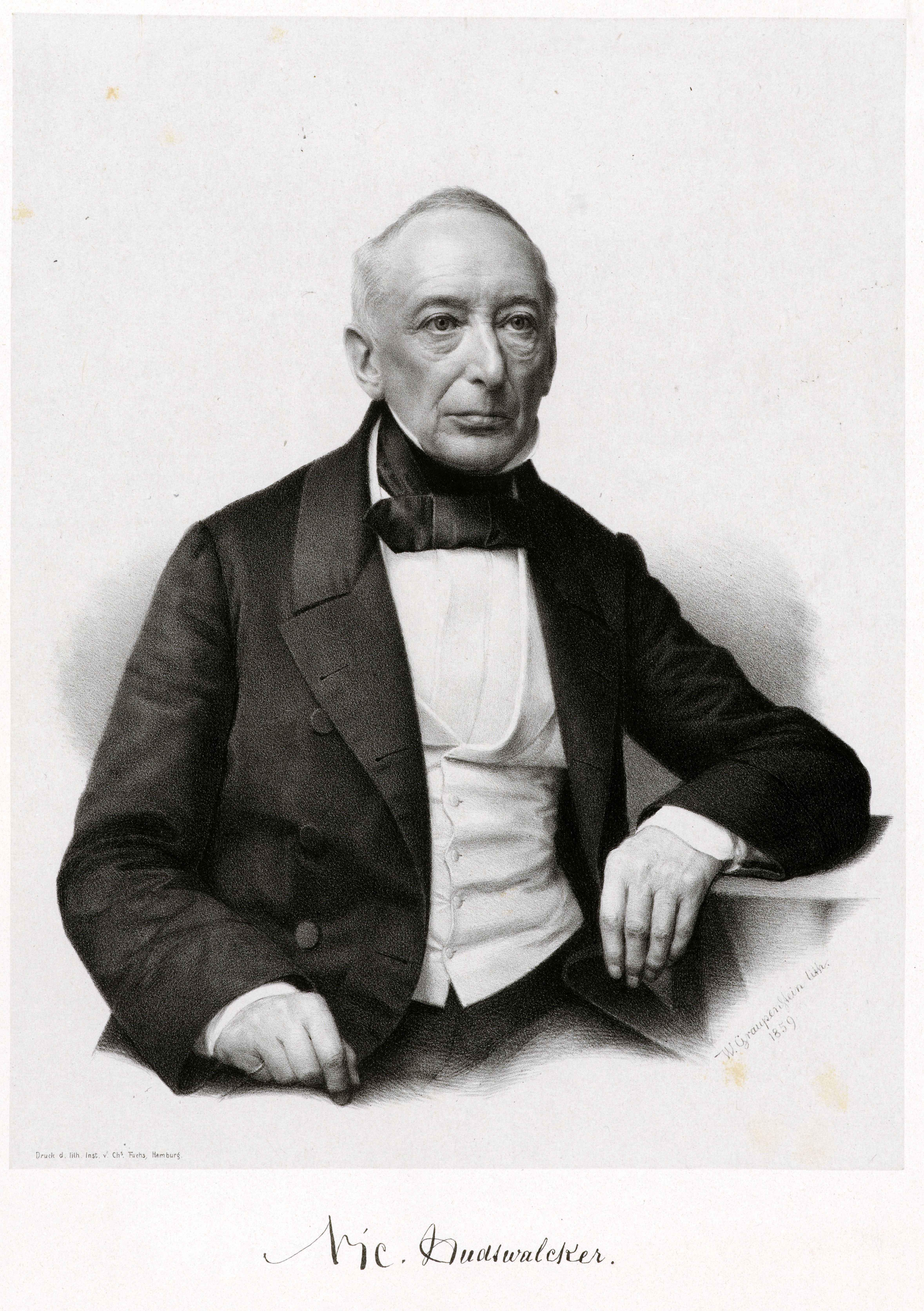
Nicolaus Hudtwalcker, 1859, Porträt von Friedrich Wilhelm Graupenstein, Lithographie, Staats- und Universitätsbibliothek Hamburg

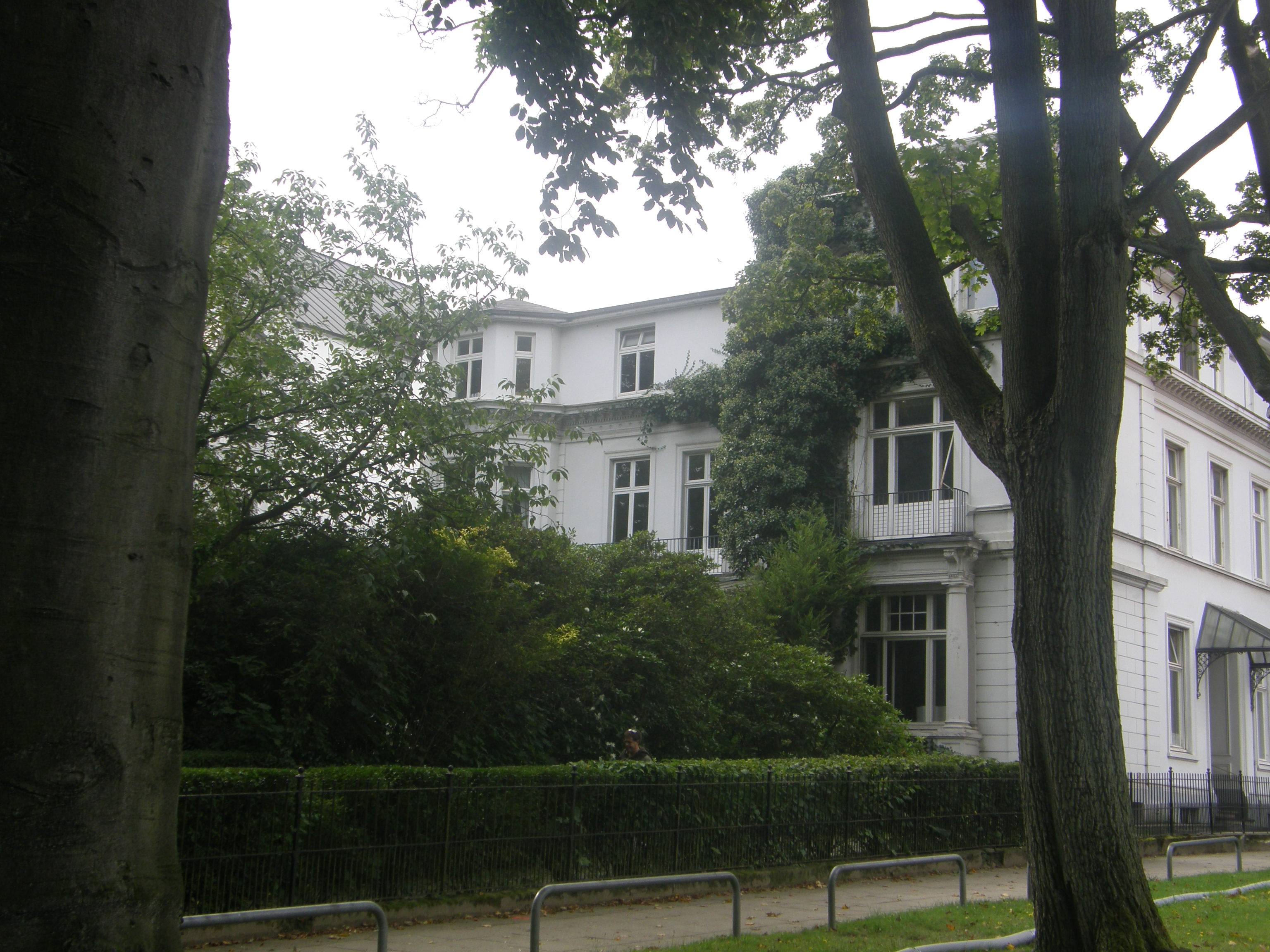
Villa am Harvestehuder Weg 24, die eine Zeit lang Eigentum von Nicolaus Hudtwalcker war

Nicolaus Hudtwalcker (* 10. März 1794 in Hamburg; † 26. Februar 1863 ebenda) war ein hamburgischer Assekuranzmakler, Kunstsammler und Mäzen.

## Leben
Nicolaus Hudtwalcker wurde als Sohn von Nicolaus Hudtwalcker (1757–1832) und dessen Frau Charlotte Amalie Hudtwalcker, geborene Ohmann (1767–1842) geboren. Er entstammte der angesehenen Hamburger Kaufmannsfamilie Hudtwalcker. Er war ein Neffe von Johann Michael Hudtwalcker, Elisabeth Hudtwalcker und Christian Martin Hudtwalcker und Bruder von Martin Hieronymus Hudtwalcker. Heinrich Hudtwalcker war sein Neffe zweiten Grades. Karl Johann Wesselhoeft (1816–1903), den Stiefsohn seiner Schwester Susette Wesselhoeft, geborene Hudtwalcker (1800–1883), nahm er nach dessen Lehre in seine Firma Hudtwalcker Assekuranz, die einst sein Vater gründete und die später Hudtwalcker & Wesselhoeft heißen sollte, auf.
1822 gehörte Nicolaus Hudtwalcker zu den 30 Gründungsmitgliedern des Kunstvereins in Hamburg. Von 1842 bis 1843 ließ er sich in der Hermannstraße 14 im Stadtteil Hamburg-Altstadt von Alexis de Chateauneuf ein Haus bauen, der Innenarchitekt war Ludovicus Piglhein. Hudtwalcker war zeitweilig auch der Eigentümer der Villa am Harvesterhuder Weg 24. 1838 erwarb er von Georg August Spangenberg dessen Kunstsammlung, die er ständig erweiterte. 1858 folgte die Gründung des Comités für den Bau eines öffentlichen Museums in Hamburg, das unter anderen von Nicolaus Hudtwalcker gefördert wurde. 1863 kam auch eine private Stiftung von ihm hinzu. Wie viele Hamburger, spendete er auch für den Bau der Hamburger Kunsthalle, die Summe betrug 12000 Mark. In seinem Testament setzte der unverheiratete und kinderlose Hudtwalcker eine Stiftung zugunsten von unverheirateten jungen Frauen aus.
Nach seinem Tod wurde Nicolaus Hudtwalcker auf einem der Dammtorfriedhöfe begraben. Zu Ehren seines Bruders Martin Hieronymus Hudtwalcker erhielten zwei Straßen in Hamburg-Winterhude die Namen Hudtwalckertwiete und die Hudtwalckerstraße. Letztere war Namensgeber für den U-Bahnhof Hudtwalckerstraße.
Nicolaus Hudtwalcker vererbte der Gemäldegalerie der zukünftigen Hamburger Kunsthalle den damals modernen Teil seiner Kunstsammlung und Karl Johann Wesselhoeft seine Firma, sein Haus in der Hermannstraße, seine Bücher aus dem Gemälde-Zimmer, sowie die alten Meister seiner Kunstsammlung, die hauptsächlich aus Werken flämischer und niederländischer Meister bestand. Wesselhoeft verkaufte aus der Sammlung fast alle italienischen und französischen Werke sowie einige niederländische Werke, die er für zweirangig hielt, unter anderen von Cornelis Dubois, Gerbrand van den Eeckhout, Adriaen Hendriksz Verboom und Dirck Wijntrack, um sie durch niederländische Meisterwerke zu ersetzen. Neu hinzu kamen unter anderen Gemälde von Gerard ter Borch, Jan van Goyen, Jacob van Ruisdael, Jan Steen und ein Rembrandt van Rijn. Als er sich an der Börse verspekuliert hatte, musste er 1888 die Kunstsammlung verkaufen. 98 der zum Verkauf gestandenen Werke wurden als Sammlung Hudtwalcker-Wesselhoeft mit einer Sonderbewilligung des Hamburger Senats von der Hamburger Kunsthalle erworben.
In Hudtwalckers Sammlung befanden sich, bevor er Werke an die Gemäldegalerie vererbte oder Werke von Wesselhoeft verkauft wurden, Gemälde und Zeichnungen unter anderen von Andreas Achenbach, Alexander Adriaanssen (auch Adriaanszen), Willem van Aelst, Jacopo Amigoni, Jan Asselijn, Ludolf Bakhuizen, Jan Abrahamszoon Beerstraten, Dirck van Bergen, Nicolaes Pietersz. Berchem, Antonio Bernieri, Pieter de Bloot, Pieter Boel, Abraham van Boresum, Jan Both, Jan de Bray, Bartholomeus Breenbergh, Quiringh van Brekelenkam, Jan Brueghel der Ältere, Adriaen Brouwer, Carletto Caliari, Annibale Carracci, Lodovico Carracci, Anthonie Jansz. van der Croos, Aelbert Jacobsz. Cuyp, Cornelis Gerritsz. Decker, Balthasar Denner, François Desportes, Abraham van Diepenbeeck, Christian Wilhelm Ernst Dietrich, Simon van der Does, Giovanni Dominici, Gerard Dou, Cornelis Dubois, Karel Dujardin, Cornelis Dusart, Gerbrand van den Eeckhout, Adam Elsheimer, Jacob Esselens, Allart van Everdingen, Govaert Flinck, Jacob Gensler, Jan van Goyen, Robert Griffier, Jan Hackaert, Hermann Rudolf Hardorff, Cornelis de Heem, Bartholomeus van der Helst, Jan van der Heyden, Melchior de Hondecoeter, Pieter de Hooch, C. van Hoolen, Jan van Huchtenburgh, Ludolf de Jongh, Willem Kalf, Alexander Keirincx, Wouter Knijff (auch Knyff), Klaes Koedyk, Pieter van Laer, Filippo Lauri, Brüder Le Nain, Johannes Lingelbach, Bernardino Luini, Johann Liss, Jacob van Loo, Carlo Maratta, Jean-Louis de Marne, Anton Raphael Mengs, Jan Miel, Jan van Mieris, Willem van Mieris, Jan Miense Molenaer, Nicolaes Molenaer, Carel de Moor, Emanuel Murant, Bartolomé Esteban Murillo, Aert van der Neer, Caspar Netscher, Giuseppe Nogari, Adriaen van Ostade, Isaac van Ostade, Anthonie Palamedesz., Cornelis van Poelenburgh, Gaspard Poussin, Nicolas Poussin, Adam Pijnacker, Rembrandt van Rijn, Theodoor Rombouts, Rachel Ruysch, Jacob Isaacksz. van Ruisdael, Salomon van Ruysdael, David Ryckaert, Herman Saftleven, Godefridus Schalcken, Bartolomeo Schedoni, Pieter Schoubroeck, Aernout Smit, Frans Snyders, Jan Frans Soolmaker, Jan Steen, Jacques Stella, Jacob van Strij, David Teniers der Ältere, David Teniers der Jüngere, Drost van Terlee, Gillis van Tilborgh, Lucas van Uden, Balthasar van der Veen, Adriaen van de Velde, Adriaen Hendriksz Verboom, Jan Vermeer van Haarlem der Jüngere, Bonifazio Veronese, Marten de Vos, Jan Reynier de Vries, Jan Weenix, Adriaen van der Werff, Jan Wils, Jan Wouwerman, Philips Wouwerman, Pieter Wouwerman, Thomas Wyck, Jan Wijnants, Domenicus van Wijnen (auch Wynen), Dirck Wijntrack und Reinier Zeeman.
Das Bild einer schlafenden Köchin in einer Küche wurde von Hudtwalker für ein Gemälde von Jan Vermeer gehalten, auch dessen Nachbesitzer Théophile Thoré hielt es für einen Vermeer, doch heutzutage wird es nicht mehr Vermeer zugeschrieben.
Am 23. April 1960 wurde aus der Abteilung Alte Meister der Hamburger Kunsthalle das mit Ölfarben auf Holz gemalte Gemälde Reiter an der Düne von Philips Wouwerman, das sich einst in der Sammlung von Nicolaus Hudtwalcker befand, gestohlen. Von der Polizei Hamburg wurde eine Belohnung von 1000 Deutsche Mark für Hinweise auf den Täter oder die Wiederherbeischaffung des Gemäldes ausgesetzt.

## Werke (Auswahl)

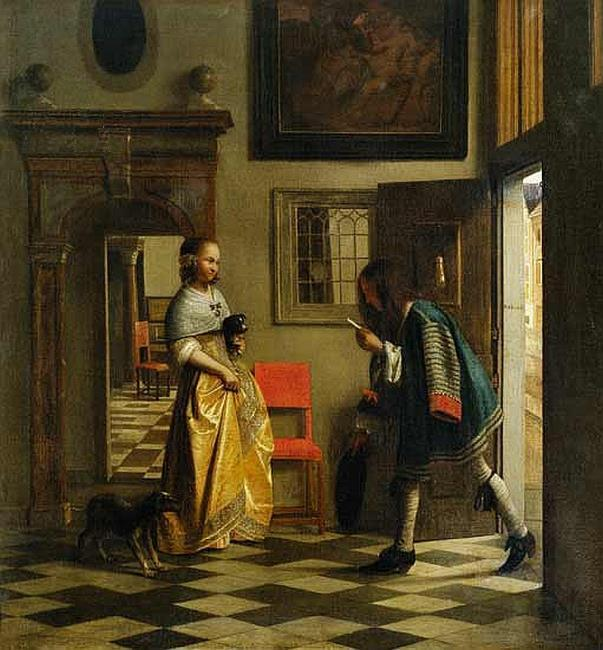
Der Liebesbote, Ölgemälde von Pieter de Hooch, Sammlung Hudtwalcker, verkauft 1888 an die Hamburger Kunsthalle
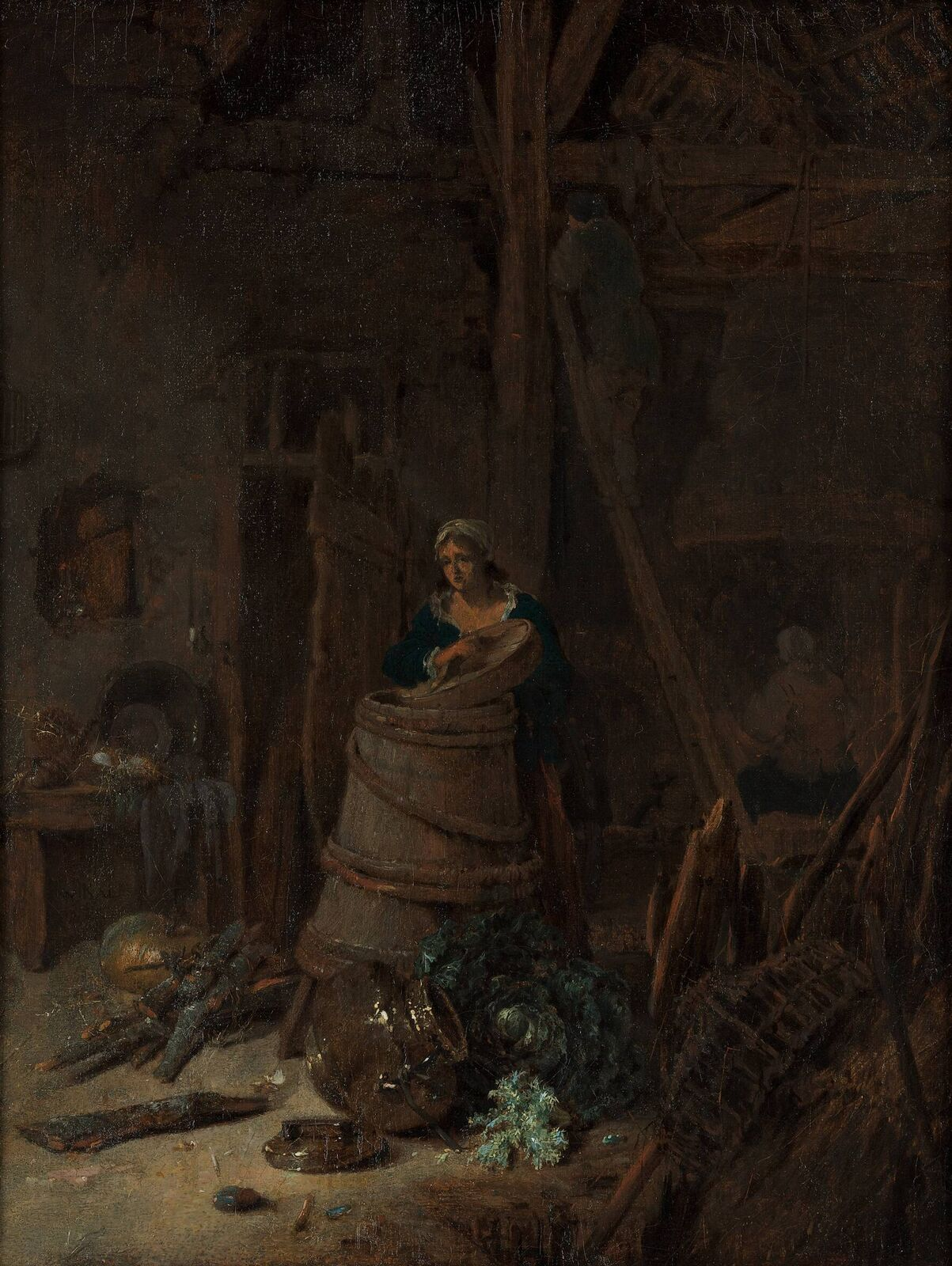
Magd in einer Küche neben einem Butterfass stehend, 1645, Ölgemälde von Willem Kalf, Sammlung Hudtwalcker, verkauft 1863, heute Museum Boijmans Van Beuningen
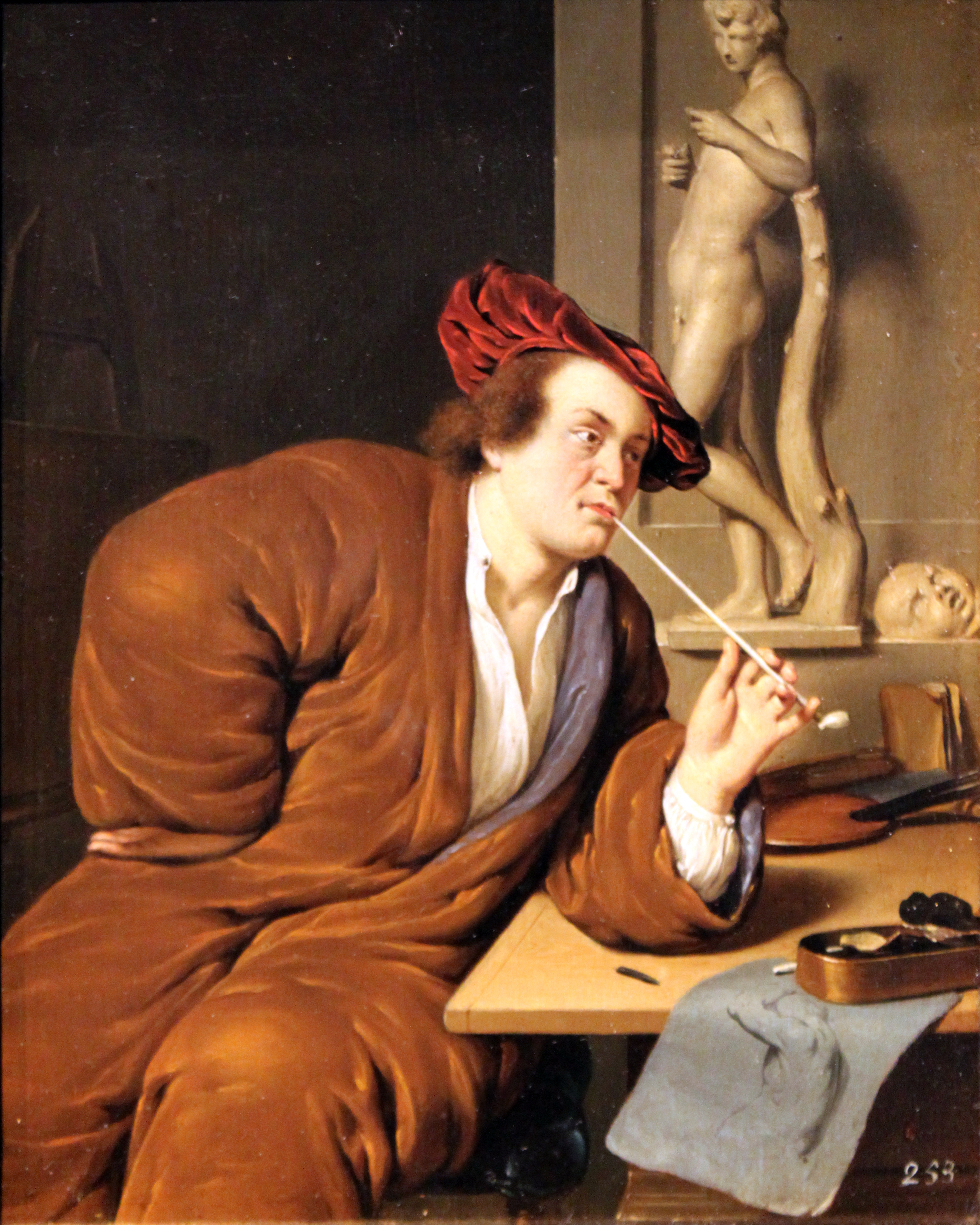
Bildnis eines rauchenden Malers, 1688, Ölgemälde von Jan van Mieris, Sammlung Hudtwalcker, verkauft 1888 an die Hamburger Kunsthalle
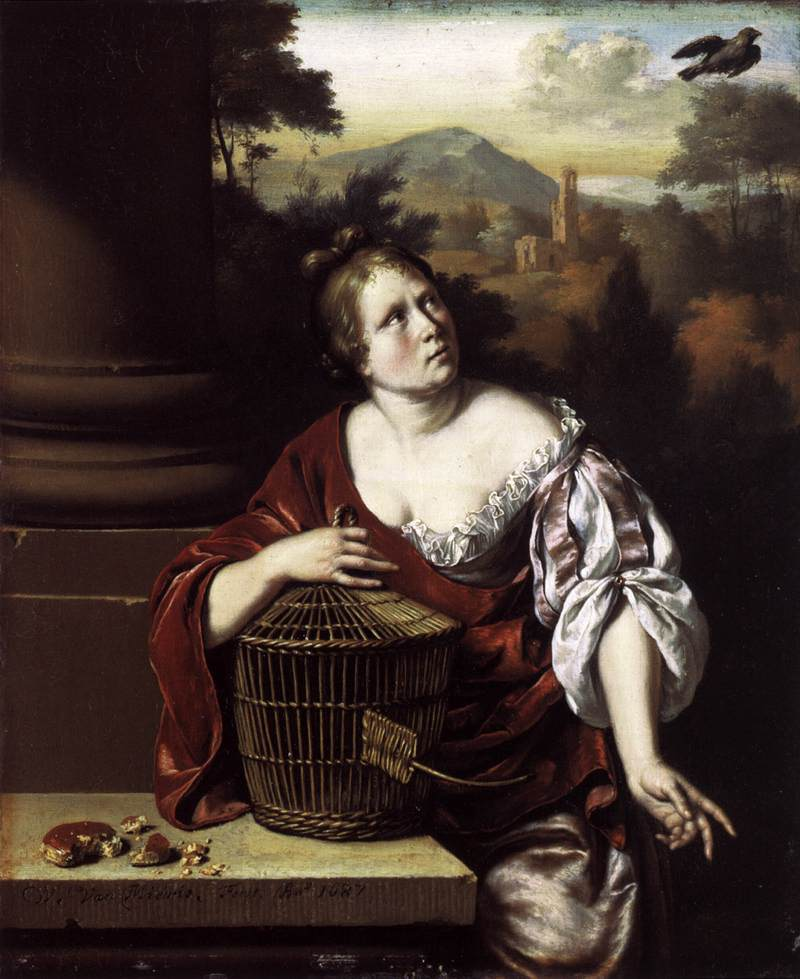
Der entflogende Vogel, 1687, Ölgemälde, von Willem van Mieris, Sammlung Hudtwalcker, verkauft 1888 an die Hamburger Kunsthalle
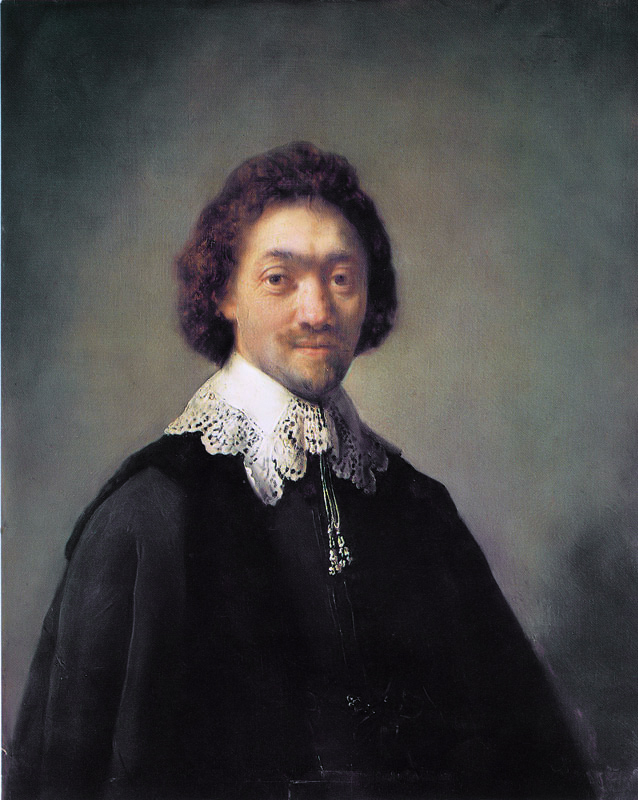
Porträt des Maurits Huygens, 1632, Ölgemälde von Rembrandt van Rijn, von Wesselhoeft gekauft 1870, verkauft 1888 an die Hamburger Kunsthalle
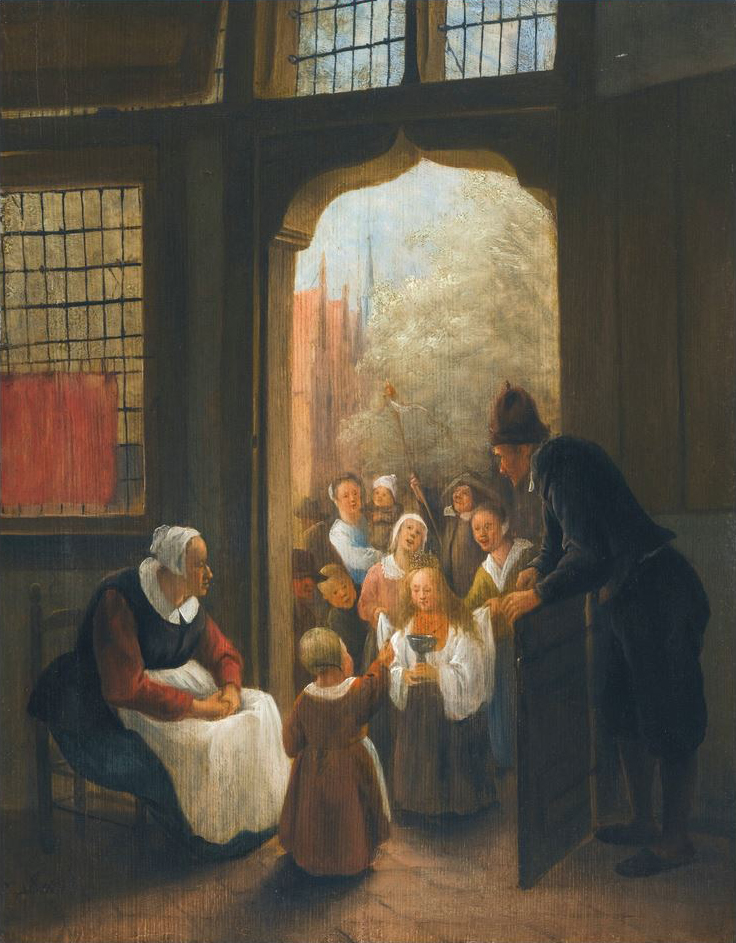
Pinksterblom (niederländisches Pfingstfest), Ölgemälde von Jan Steen, von Wesselhoeft gekauft 1881, verkauft 1888 an die Hamburger Kunsthalle, die es ca. 1930 wieder verkaufte